# Sara Stridsberg
Sara Stridsberg (Solna, 1972) escritora y traductora sueca. Desde 2016 es miembro de la Academia Sueca que otorga anualmente el premio Nobel de Literatura. En abril de 2018 anunció su renuncia a las obligaciones como miembro de la academia a causa del escándalo de filtraciones y supuestos abusos sexuales.

## Trayectoria
Su primera novela Happy Sally, trata de Sally Bauer, la primera escandinava en cruzar a nado el Canal de  la Mancha. 
Con su novela Drömfakulteten, ganó el  Premio de Literatura del Consejo Nórdico en 2007, trata de Valerie Solanas, autora del Manifiesto SCUM, que Stridsberg tradujo al sueco.
Su obra de teatro Medealand, fue llevada a escena en 2009 protagonizada por Noomi Rapace. 

### No ficción
- Juristutbildningen ur ett genusperspektiv 1999
- Det är bara vi som är ute och åker 2002

### Ficción
- Happy Sally 2004
- Drömfakulteten 2006
- Darling River 2010
- Beckomberga. Ode till min familj 2014

## Premios
- Sveriges Essäfonds pris 2004
- Aftonbladets litteraturpris 2006
- Premio de Literatura del Consejo Nórdico 2007
- Profesora visitante de la Universidad libre de Berlín, 2010
- Premio de Literatura de la Unión Europea, 2015